# ژو ونشین
ژو ونشین (انگلیسی: Zhu Wenxin؛ زادهٔ ۱۱ فوریهٔ ۱۹۸۰) بازیکن هندبال اهل چین بود. وی در بازی‌های المپیک تابستانی ۲۰۰۸ شرکت کرده‌است.